# Camillia Berra
Camillia Berra (ur. 2 grudnia 1994) – szwajcarska narciarka dowolna, specjalizująca się w slopestyl'u. Uczestniczka Zimowych Igrzysk Olimpijskich w Soczi, gdzie zajęła 12. miejsce w slopestyle'u. Na mistrzostwa świata jak dotychczas nie startowała. Najlepsze wyniki w Pucharze Świata zanotowała w sezonie 2013/2014, kiedy to zajęła 42. miejsce w klasyfikacji generalnej, a w klasyfikacji slopestyle'u była 7.

## Osiągnięcia

### Igrzyska olimpijskie
| Miejsce | Dzień     | Rok  | Miejscowość | Konkurencja | Zwycięzca   |
| ------- | --------- | ---- | ----------- | ----------- | ----------- |
| 12.     | 11 lutego | 2014 | Soczi       | Slopestyle  | Dara Howell |

### Puchar Świata

#### Miejsca w klasyfikacji generalnej
- 2011/2012 – 85.
- 2012/2013 – 137.
- 2013/2014 – 42.

#### Miejsca na podium w zawodach
1. Silvaplana – 22 marca 2014 (Slopestyle) – 3. miejsce